# Lauren James
Lauren Elizabeth James (Londra, 29 settembre 2001) è una calciatrice britannica, centrocampista del Chelsea e della nazionale inglese.

## Biografia
James cresce in una famiglia di sportivi, figlia di Nigel, giamaicano, allenatore di calcio con licenza UEFA, e sorella minore di Reece, difensore del Chelsea e dell'Inghilterra. Ha inoltre citato il padre Nigel come fonte di ispirazione dichiarando: "Mi ha aiutato in ogni momento. Sono cresciuta giocando a calcio con i miei fratelli e volevo giocare come loro; ho sempre amato questo gioco. Sono grata a mio padre per tutto il tempo, l'impegno e l'amore che ha dedicato al mio calcio allenandomi affinché raggiungessi i migliori livelli".

## Carriera

### Club
Entrata a far parte delle giovanili dell'Arsenal, James è stata notata dallo staff tecnico della sezione femminile quando, ancora tredicenne, si allenava con la squadra maschile, quindi inserita come giovane promessa nel giro di due anni ha iniziato ad allenarsi con la prima squadra. Inserita in rosa con la squadra titolare dalla stagione 2017-2018 inizialmente sotto la guida tecnica di Pedro Martínez Losa, ha fatto il suo debutto nell'allora FA WSL 1 con il suo successore ad interim, Ismael García Gómez, il 29 ottobre 2017, alla 4ª giornata di campionato, rilevando Lisa Evans al 67' nella vittoria esterna per 2-0 sull'Everton. In quell'occasione è diventata la seconda giocatrice più giovane a debuttare con la maglia delle Gunners titolari nella storia dell'Arsenal. L'australiano Joe Montemurro, che occupa la panchina della squadra dalla 6ª giornata in poi, la impiega in altre 4 occasioni e la guida anche nella vittoria del suo primo trofeo in carriera, la FA Women's League Cup, 3 le sue presenze nell'edizione 2017-2018, conquistato pur non scendendo in campo nella finale vinta per 1-0 sulle avversarie del Manchester City.

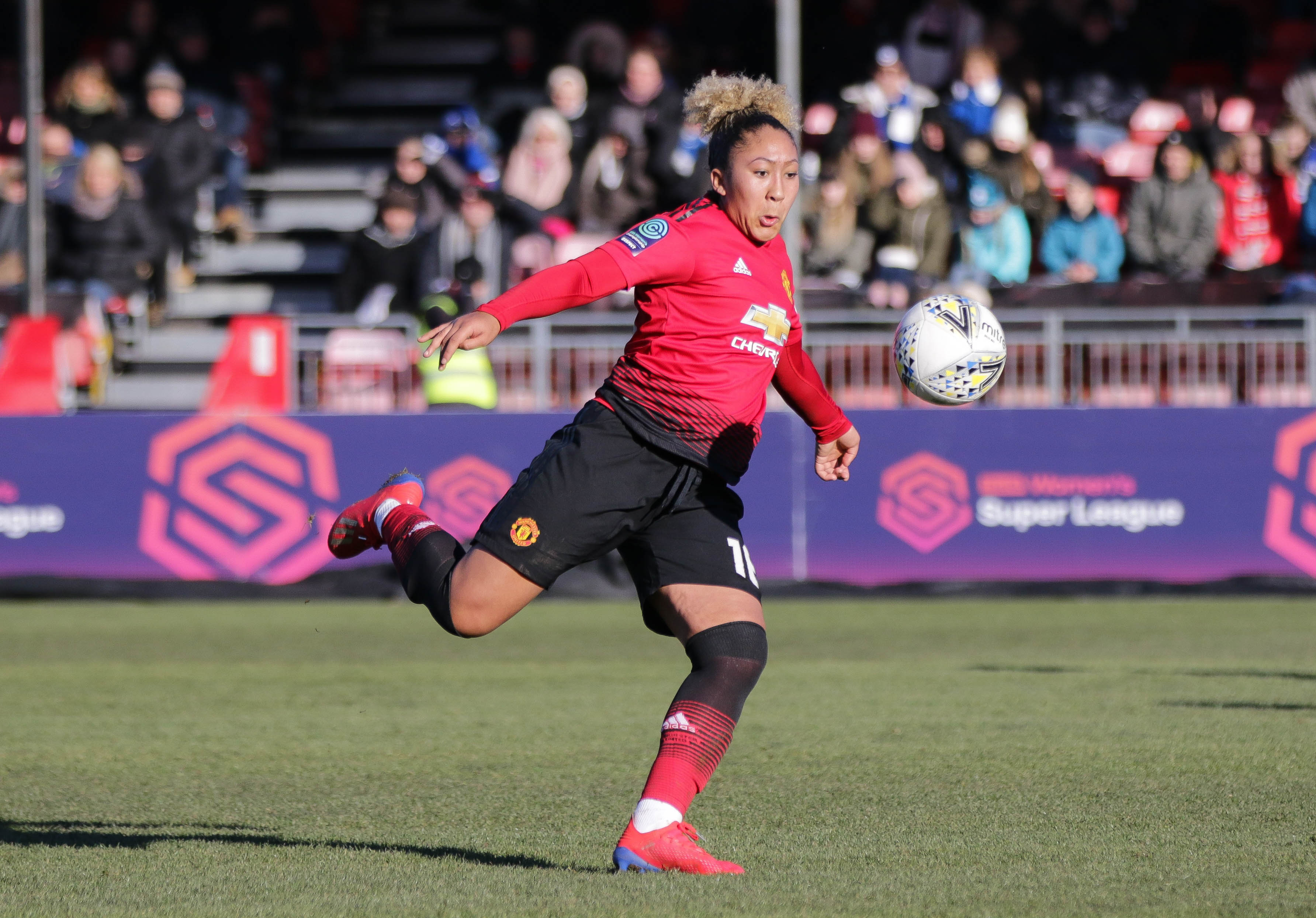
James con la maglia del Manchester United contro il nel 2019.

Il 13 luglio 2018 venne annunciato che James avrebbe fatto parte della prima squadra professionistica del Manchester United destinata a disputare la stagione di FA Women's Championship 2018-2019, appena ristrutturata. Ha fatto il suo debutto agonistico per le Red Devils nella vittoria per 1-0 in League Cup contro il Liverpool, il 19 agosto. Ha segnato i due gol iniziali nella prima partita dello United della stagione 2018-2019, una vittoria per 12-0 in trasferta contro l'Aston Villa. James è stata eletta giocatrice del mese della FA Women's Championship per settembre, dopo le sue tre reti nel mese iniziale di imbattibilità del Manchester United. Il 20 aprile 2019 segna la sua prima quadripletta nella vittoria per 7-0 in campionato contro il Crystal Palace.
Il 28 settembre 2019 James ha segnato il primo gol in assoluto dello United in WSL, andando a rete al 71' nella vittoria per 2-0 contro il Liverpool. Due settimane più tardi è stata espulsa nella vittoria per 3-0 dello United in campionato contro il Tottenham dopo aver ricevuto il secondo cartellino giallo. Quello stesso anno, il 16 dicembre, James ha firmato il suo primo contratto da professionista con il club. Alla fine della stagione 2019-2020, con 6 reti in campionato e 9 totali James ha chiuso come capocannoniere dello United ed è stata nominata nella rosa delle quattro giocatrici per il PFA Women's Young Player of the Year.
Il 27 marzo 2021, James ha aperto le marcature nella vittoria per 2-0 in campionato con il West Ham nella prima partita di FA WSL disputata all'Old Trafford.
Dopo tre stagioni con le Red Devils, il 23 luglio 2021 viene annunciato il suo trasferimento al Chelsea firmando un contratto quadriennale con il club londinese per la stagione entrante. A disposizione del tecnico Emma Hayes solo dal novembre di quell'anno causa strascichi di infortuni che l'hanno tenuta distante dai campi da gioco, per debuttare con la nuova maglia deve aspettare anche il debutto in UEFA Women's Champions League, quando il 18 novembre, nella 4ª giornata della fase a gironi dell'edizione 2021-2022, entra a pochi minuti dalla fine dell'incontro casalingo vinto 1-0 con le svizzere del Servette Chênois, sostituendo Fran Kirby all'85'. In rosa dalla 7ª giornata di campionato, deve comunque aspettare la giornata successiva, il 21 novembre, rilevando Jessie Fleming al 67' della vittoria interna per 5-0 sul Birmingham City, mentre per siglare la sua prima rete la 18ª giornata, l'ottava nella pesante vittoria in trasferta per 9-0 sulle avversarie del Leicester City. Alla sua prima stagione con le Blues arrivano altri due trofei in bacheca, il suo primo titolo di campione d'Inghilterra, il 5º per il club, e la prima FA Women's Cup, ottenuta in finale sul Manchester City battuto 3-2 solo ai tempi supplementari.
Il 4 settembre 2024, viene inserita nella lista delle trenta candidate al Pallone d'Oro femminile.

### Nazionale
James inizia ad essere convocata dalla Federcalcio inglese dal 2017, inizialmente per indossare la maglia della formazione under 17 con la quale debutta in amichevole con le pari età degli Stati Uniti nella sconfitta per 2-0 subita nell'aprile di quell'anno. Il seguito il tecnico federale la inserisce in rosa con la squadra che affronta le qualificazioni all'Europeo di Lituania 2018, scendendo in campo con la fascia di capitano il 14 ottobre 2017, nella vittoria per 10-0 contro la Lettonia, segnando quattro gol nel primo incontro del gruppo 2 della prima fase.
Di due anni più tardi è la sua prima convocazione in under 19, chiamata nel gennaio 2019 in occasione del Torneo dell'Algarve. In seguito il tecnico Rehanne Skinner la chiama anche per la fase élite dell'Europeo di Scozia 2019, dove scende in campo in tutti i tre incontri giocati dalla sua nazionale e dove l'Inghilterra riesca a conquistare per la 13ª volta l'accesso alla fase finale. A luglio Skinner decide quindi di rinnovarle la fiducia inserendola in rosa con la squadra in partenza per la Scozia. In quell'occasione la sua nazionale, inserita nel gruppo B, con due sconfitte, Germania e Spagna rispettivamente per 2-1 e 1-0, e una sola vittoria, 1-0 sul Belgio, è costretta a lasciare il torneo già alla fase a gironi.
Nel novembre 2020 arriva anche la prima convocazione nella nazionale maggiore, chiamata a partecipare a un ritiro di 29 giocatrici al St George's Park sotto la supervisione dell'allora commissario tecnico Phil Neville.
Tuttavia per il suo debutto James ha dovuto attendere il 3 settembre 2022, quando la nuova selezionatrice Sarina Wiegman la chiama in occasione dell'incontro con l'Austria valido per le qualificazioni del gruppo D della zona UEFA al Mondiale di Australia e Nuova Zelanda 2023, rilevando Ella Toone al 79' della partita dove l'Inghilterra si impone per 2-0 sulle avversarie consolidando la prima posizione nel suo girone. Ha segnato il suo primo gol con la maglia delleThree Lionesses il 16 febbraio 2023 durante la vittoria dell'Inghilterra per 4-0 contro la Corea del Sud nella Arnold Clark Cup 2023, torneo dove conquista assieme alle compagne anche il suo primo trofeo con la nazionale.

## Statistiche

### Presenze e reti nei club
Statistiche (parziali) aggiornate al 27 luglio 2025.
| Stagione                 | Squadra                  | Campionato               | Campionato | Campionato | Coppe nazionali | Coppe nazionali | Coppe nazionali | Coppe internazionali | Coppe internazionali | Coppe internazionali | Altre coppe | Altre coppe | Altre coppe | Totale | Totale |
| Stagione                 | Squadra                  | Comp                     | Pres       | Reti       | Comp            | Pres            | Reti            | Comp                 | Pres                 | Reti                 | Comp        | Pres        | Reti        | Pres   | Reti   |
| ------------------------ | ------------------------ | ------------------------ | ---------- | ---------- | --------------- | --------------- | --------------- | -------------------- | -------------------- | -------------------- | ----------- | ----------- | ----------- | ------ | ------ |
| 2017-2018                | Arsenal                  | WSL1                     | 5          | 0          | CI              | 0               | 0               |                      | -                    | -                    | WLC         | 3           | 1           | 8      | 1      |
| 2018-2019                | Manchester United        | WC                       | 18         | 14         | CI              | 3               | 2               |                      | -                    | -                    | WLC         | 6           | 1           | 27     | 17     |
| 2019-2020                | Manchester United        | WSL                      | 12         | 6          | CI              | 1               | 1               |                      | -                    | -                    | WLC         | 5           | 2           | 18     | 9      |
| 2020-2021                | Manchester United        | WSL                      | 10         | 2          | CGI             | 0               | 0               |                      | -                    | -                    | WLC         | 1           | 0           | 11     | 2      |
| Totale Manchester United | Totale Manchester United | Totale Manchester United | 40         | 22         |                 | 4               | 3               |                      | -                    | -                    |             | 12          | 3           | 56     | 28     |
| 2021-2022                | Chelsea                  | WSL                      | 6          | 1          | CI              | 3               | 0               | UWCL                 | 1                    | 0                    | WLC         | 2           | 0           | 12     | 1      |
| 2022-2023                | Chelsea                  | WSL                      | 18         | 5          | CI              | 4               | 0               | UWCL                 | 8                    | 2                    | WLC         | 3           | 1           | 33     | 8      |
| 2023-2024                | Chelsea                  | WSL                      | 16         | 13         | CI              | 3               | 1               | UWCL                 | 8                    | 1                    | WLC         | 2           | 1           | 29     | 16     |
| 2024-2025                | Chelsea                  | WSL                      | 9          | 3          | CI              | 2               | 0               | UWCL                 | 3                    | 0                    | WLC         | 3           | 1           | 15     | 4      |
| Totale Chelsea           | Totale Chelsea           | Totale Chelsea           | 49         | 22         |                 | 12              | 1               |                      | 20                   | 3                    |             | 10          | 3           | 89     | 29     |
| Totale carriera          | Totale carriera          | Totale carriera          | 94         | 44         |                 | 16              | 4               |                      | 20                   | 3                    |             | 35          | 7           | 153    | 58     |

## Palmarès

### Club
- Campionato inglese: 1

Chelsea: 2021-2022
- Campionato inglese di seconda divisione: 1

Manchester Utd: 2018-2019
- Women's FA Cup: 2

Chelsea: 2021-2022, 2022-2023
- FA Women's League Cup: 1

Arsenal: 2017-2018

### Nazionale
- Arnold Clark Cup: 1

2023
- Arnold Clark Cup: 1

2023
- Finalissima: 1

2023
- Campionato d'Europa: 1

2025